# Orocrambus
Orocrambus är ett släkte av fjärilar. Orocrambus ingår i familjen Crambidae.

## Bildgalleri

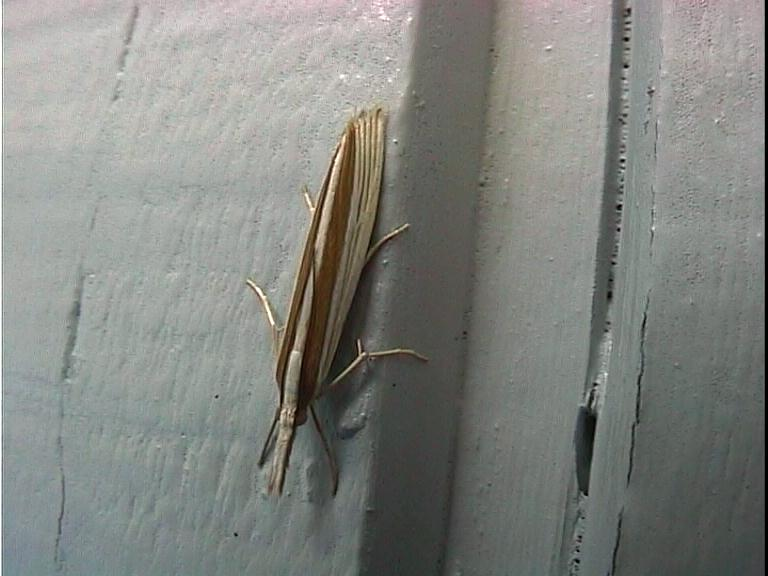
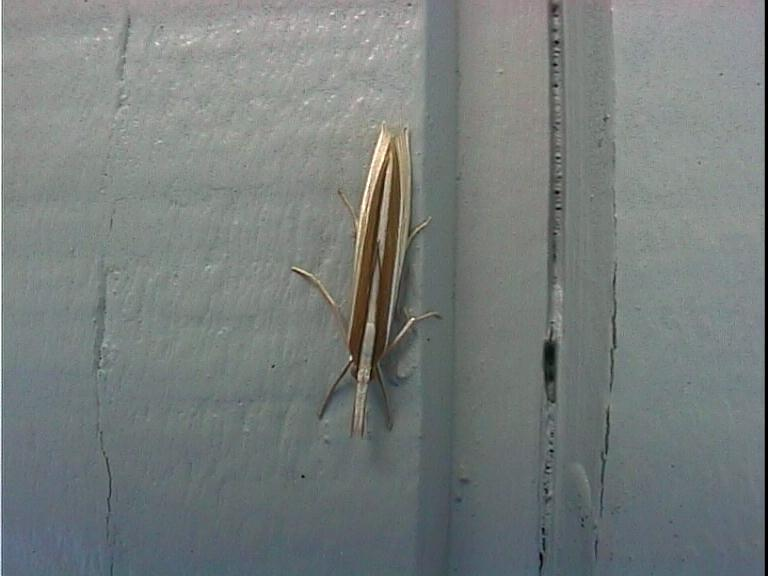
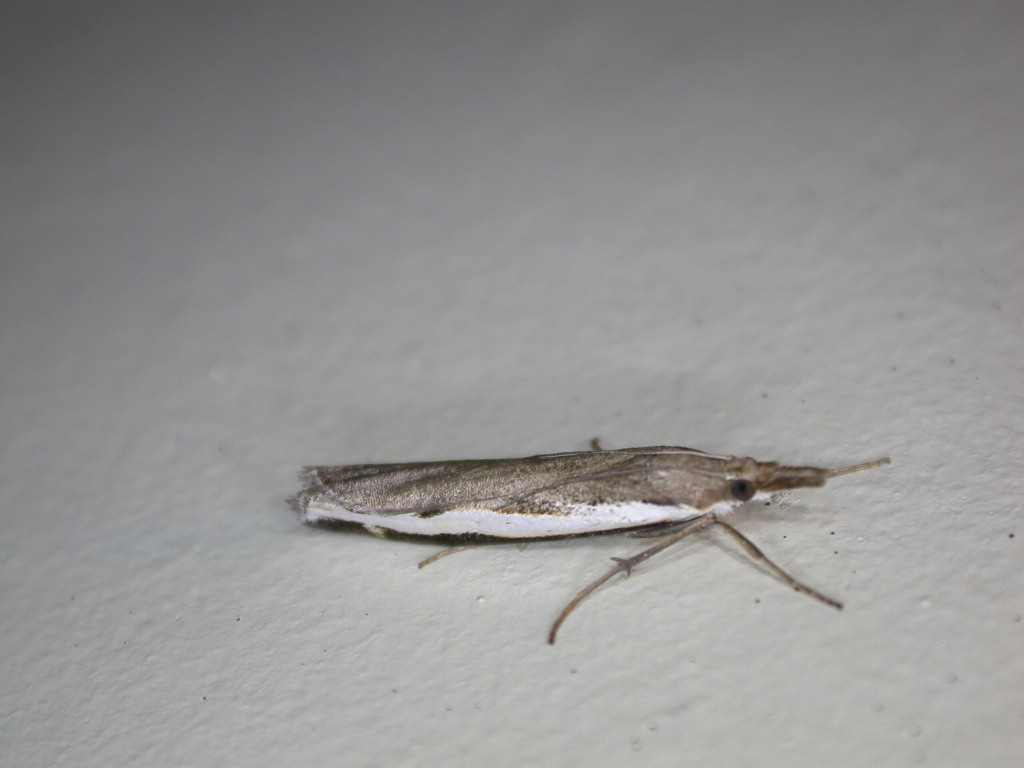
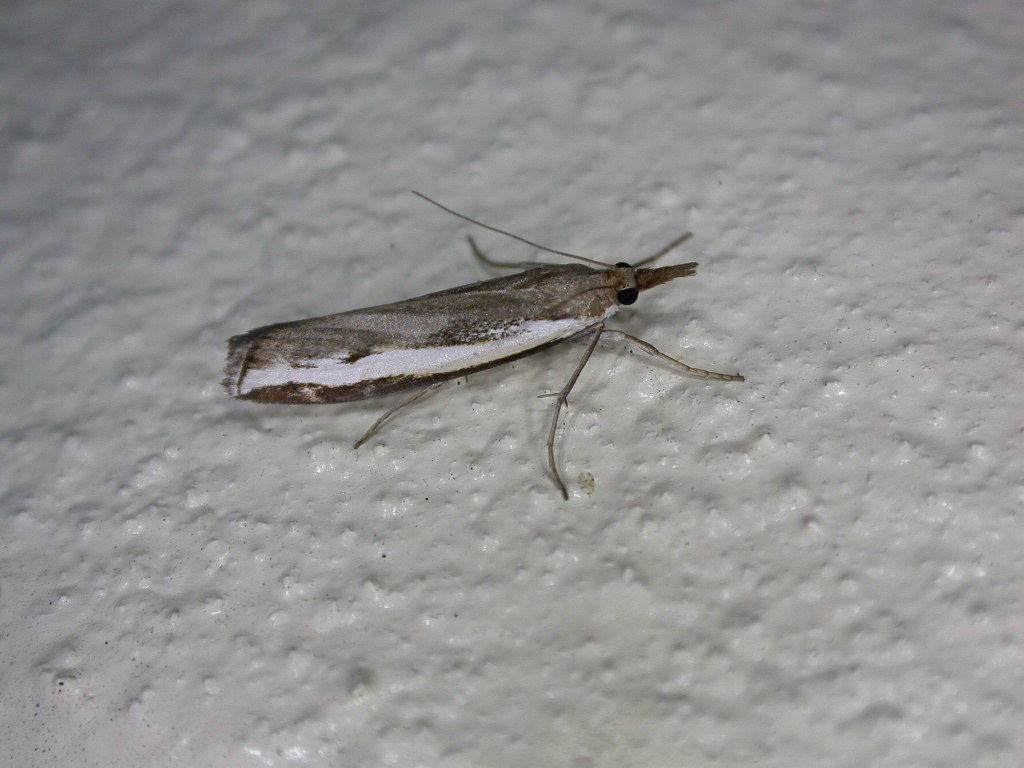
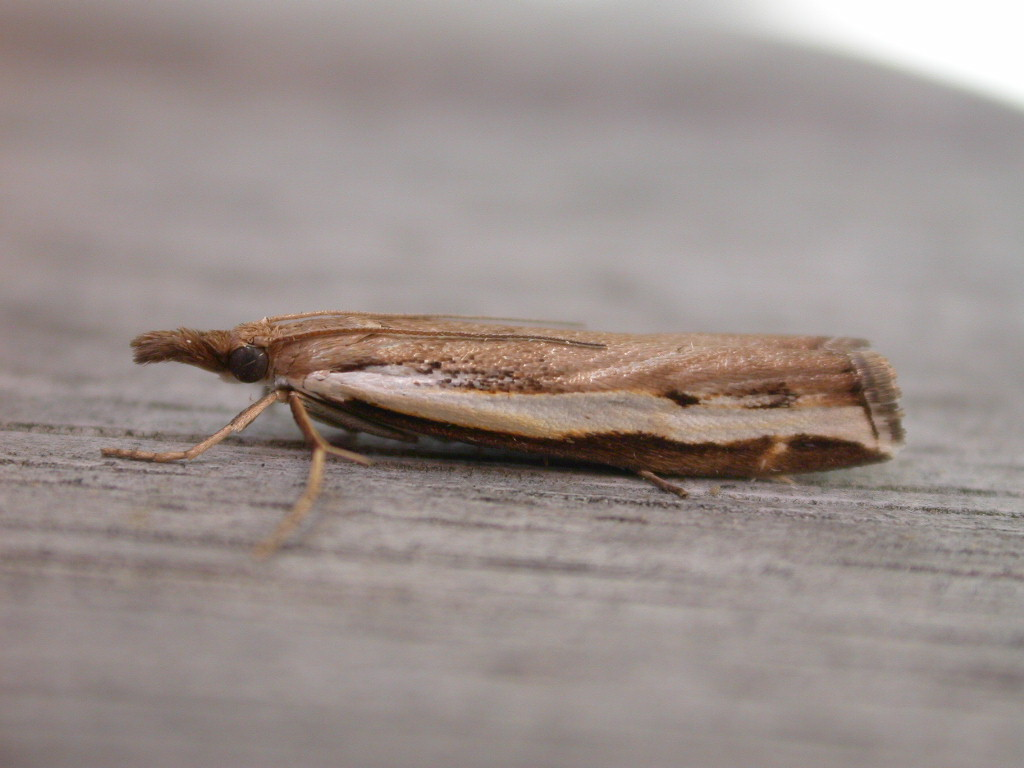
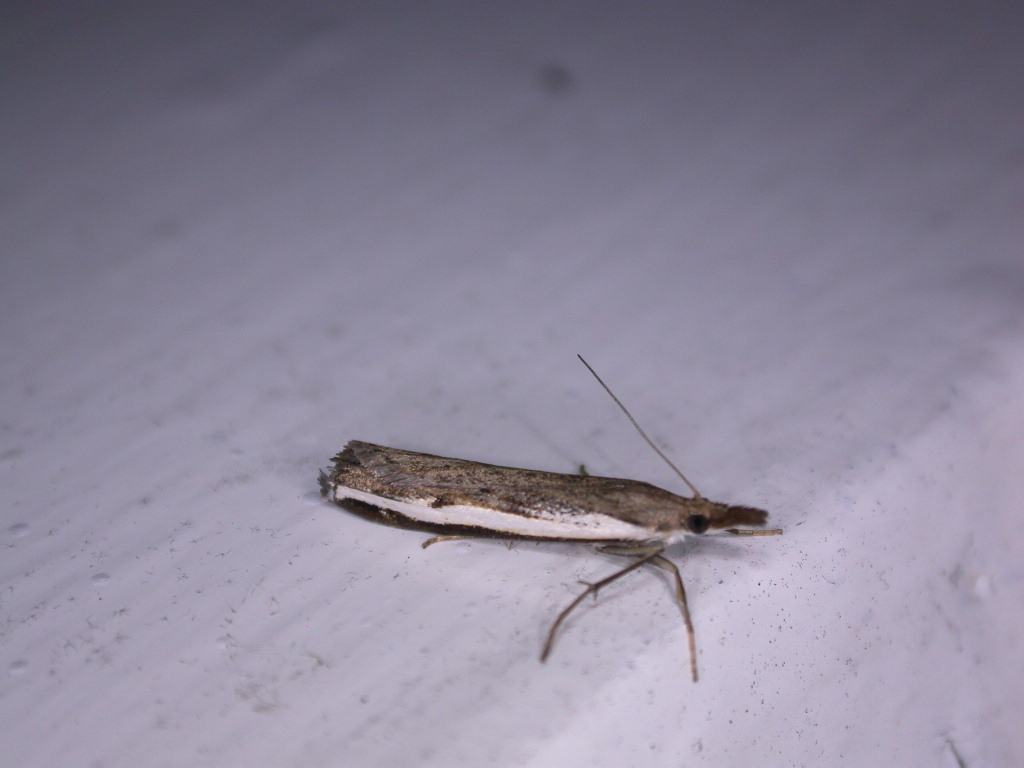

## Dottertaxa tillOrocrambus, i alfabetisk ordning[1]
- Orocrambus abditus
- Orocrambus aethonellus
- Orocrambus angustipennis
- Orocrambus antimorus
- Orocrambus apicellus
- Orocrambus apselias
- Orocrambus aulistes
- Orocrambus bisectellus
- Orocrambus callirhous
- Orocrambus catacaustus
- Orocrambus clarkei
- Orocrambus conopias
- Orocrambus corruptus
- Orocrambus corylana
- Orocrambus crenaeus
- Orocrambus cultus
- Orocrambus cyclopicus
- Orocrambus dicrenellus
- Orocrambus diplorrhous
- Orocrambus enchophorus
- Orocrambus ephorus
- Orocrambus eximia
- Orocrambus flexuosellus
- Orocrambus fugitivellus
- Orocrambus geminus
- Orocrambus haplotomus
- Orocrambus harpophorus
- Orocrambus heliotes
- Orocrambus heteranthes
- Orocrambus heteraulus
- Orocrambus horistes
- Orocrambus incrassatellus
- Orocrambus isochytus
- Orocrambus jansoni
- Orocrambus lectus
- Orocrambus leucanialis
- Orocrambus lewisi
- Orocrambus lindsayi
- Orocrambus luridus
- Orocrambus mechaeristes
- Orocrambus melampetrus
- Orocrambus melitastes
- Orocrambus meristes
- Orocrambus mylites
- Orocrambus nebulosa
- Orocrambus nexalis
- Orocrambus obstructus
- Orocrambus oppositus
- Orocrambus ordishi
- Orocrambus ornatus
- Orocrambus paraxenus
- Orocrambus pedias
- Orocrambus pervius
- Orocrambus philpotti
- Orocrambus punctellus
- Orocrambus ramosellus
- Orocrambus rangona
- Orocrambus saristes
- Orocrambus schedias
- Orocrambus scitulus
- Orocrambus scoparioides
- Orocrambus scutatus
- Orocrambus simplex
- Orocrambus siriellus
- Orocrambus sophistes
- Orocrambus sophronellus
- Orocrambus sublicellus
- Orocrambus thrincodes
- Orocrambus thymiastes
- Orocrambus transcissalis
- Orocrambus tritonellus
- Orocrambus tuhualis
- Orocrambus vapidus
- Orocrambus ventosus
- Orocrambus vittellus
- Orocrambus vulgaris
- Orocrambus xanthogrammus